# Lista de imperadores latinos de Constantinopla
Esta é a lista dos monarcas do Império Latino de Constantinopla, que existiu entre 1204 e 1261.

## Casa da Flandres
| # | Nome       |  | Início do governo    | Fim do governo      | Cognome(s) | Notas |
| - | ---------- |  | -------------------- | ------------------- | ---------- | ----- |
| 1 | Balduíno I |  | 16 de maio de 1204   | 1205                |            |       |
| 2 | Henrique   |  | 20 de agosto de 1206 | 11 de junho de 1216 |            |       |

## Casa capetiana de Courtenay
| #                     | Nome        |  | Início do governo   | Fim do governo      | Cognome(s) | Notas                   |
| --------------------- | ----------- |  | ------------------- | ------------------- | ---------- | ----------------------- |
| 3                     | Pedro       |  | 11 de junho de 1216 | 1217                |            |                         |
| 4                     | Iolanda     |  | 1217                | Agosto de 1219      |            | Regente de Roberto.     |
| Trono vago: 1219-1221 |             |  |                     |                     |            |                         |
| 5                     | Roberto     |  | 25 de março de 1221 | Janeiro de 1228     |            |                         |
| 6                     | João        |  | 1229                | 27 de março de 1237 |            | Regente de Balduíno II. |
| 7                     | Balduíno II |  | Janeiro de 1228     | 1261                |            |                         |

## Imperadores latinos de Constantinopla no exílio, 1261-1383
- Balduíno II (1261–1273)
- Filipe (1273–1283), seu filho
- Catarina I (1283-1307), sua filha, com ...
- Carlos (1301-1307), seu marido
- Catarina II (1307-1346), sua filha, com ...
- Filipe II (1313–1331), seu marido
- Roberto II (1346–1364), filho deles
- Filipe III (1364–1373), seu irmão
- Jaime (1373–1383), seu sobrinho

Jaime legou suas reivindicações titulares ao Luís I, duque de Anjou, também pretendente ao trono de Nápoles, mas Luís e seus descendentes nunca usaram o título.